# Chaetopteryx major
Chaetopteryx major is een schietmot uit de familie Limnephilidae. De soort komt voor in het Palearctisch gebied.